# Пумпуанг Дуангян
Пумпуанг Дуангян (на тайски: พุ่มพวง ดวงจันทร์, (Чаинат, 4 август 1961 – Пхитсанулок, 13 юни 1992) е тайландски певица в стиловете поп и лук тхунг, и посмъртно „Кралица на лук тхунг“.
Сред най-известните ѝ песни са Krasae Khao Ma Si (กระแซะเข้ามาซิ) („Джунгла нагоре!“), Ah! Loe Jang (อื้อฮือ หล่อจัง) („Ах! Много красив“), Takkataen Phook Bow (ตั๊กแตนผูกโบว์) („Скакалец Вържете лък“) и др.

## Дискография

### Албум
- 1975 – Kaew Roe Phee (на тайски: แก้วรอพี่)[5]
- 1977 – Nak Rong Ban Nork (на тайски: นักร้องบ้านนอก)
- 1982 – Ah! Loe Jang (на тайски: อื้อฮือ! หล่อจัง)

### Topline Diamond
- 1986 – Takataen Phook Bow (на тайски: ตั๊กแตนผูกโบว์)